# Fanboys
Fanboys är en amerikansk komedifilm från 2009 i regi av Kyle Newman. I huvudrollerna syns bland andra  Sam Huntington, Chris Marquette, Dan Fogler, Jay Baruchel och Kristen Bell. 
Filmen släpptes i USA den 6 februari 2009, och i Kanada den 3 april 2009.

## Handling
Året är 1998, en grupp vänner är väldigt förväntansfulla inför premiären av Star Wars: Episod I – Det mörka hotet. Eftersom en av dem lider av cancer och vill se filmen före sin död beslutar sig gruppen att bryta sig in på Skywalker Ranch för att stjäla en tidig kopia av filmen. De reser över hela landet och på vägen möter de William Shatner, besatta trekkies och mc-gäng som får dem att strippa för vatten.

## Roller
- Sam Huntington som Eric Bottler
- Chris Marquette som Linus
- Dan Fogler som Harold "Hutch" Hutchinson
- Jay Baruchel som Windows
- Kristen Bell som Zoe
- David Denman som Chaz
- Christopher McDonald som Big Chuck
- Carrie Fisher som läkare
- William Shatner som sig själv